# Солвейг Крей
Со́лвейг Крей (норв. Solveig Krey, народ. 1963, Лонкан) — норвезький військово-морський офіцер, перша у світі жінка-командир підводного човна.

## Біографія
Солвейг народилась в Лонкані в 1963 році в сім'ї медсестри і електрика. В 1989 році закінчила Норвезьку військово-морську академію. Служила на підводних човнах, спочатку вахтовим офіцером, пізніше — штурманом. З лютого по вересень 1995 року проходила 26-тижневий курс підготовки командирів підводних човнів. 11 вересня 1995 року Солвейг Крей прийняла командування підводним човном KNM Kobben (S318), головним судном свого типу у Військово-морських силах Норвегії, ставши першою у світі жінкою-командиром підводного човна і першою жінкою-командиром в історії норвезького флоту.
Пізніше Солвейг Крей командувала підводним човном KNM Uredd (S305) типу «Ула», а в 2004 році вийшла у відставку в званні капітану 3-го рангу.